# Jim Grandholm
Jim Grandholm, né le 4 octobre 1960 à Elkhart, dans l'Indiana est un joueur américain de basket-ball.

## Biographie
Formé d'abord aux Gators de l'université de Floride de 1979 à 1980, puis aux Bulls de l'université du Sud de la Floride de 1981 à 1984, il est sélectionné au quatrième tour de la draft 1984 de la NBA, en 76e position, par les Bullets de Washington. Ses droits sont échangés avec les Rockets de Houston en 1988 contre ceux de Cedric Maxwell.
Il effectue la pré-saison NBA 1988 avec les Rockets de Houston, la suivante avec le Magic d'Orlando, mais n'est pas conservé.
Il rejoint la NBA quelques années plus tard, disputant la saison NBA 1990-1991 pour les Mavericks de Dallas. Il y dispute 26 rencontres pour des statistiques moyennes de 3,0 points et 1,9 rebond.
Il dispute plusieurs saisons en Europe. Il est meilleur rebondeur de la Nationale 1 en 1985-1986 avec Saint-Étienne. Il retrouve la France pour sa dernière année de compétition avec la JDA Dijon.